# Diario Regional
El Diario Regional va ser un periòdic espanyol publicat a la ciutat de Valladolid entre 1908 i 1980.

## Història
Fundat el 1908, va néixer com un periòdic d'ideologia catòlica i integrista. En el període de la Segona República el diari es va mantenir fidel a la seva línia integrista, encara que també va exercir com a òrgan de la Confederació Espanyola de Dretes Autònomes (CEDA).
Va continuar editant-se després de la Guerra civil, i durant la dictadura franquista va ser un dels tres diaris que es publicaven a Valladolid, al costat d'El Norte de Castilla i Libertad –aquest últim era l'òrgan oficial del «Movimiento»–. Reflex dels canvis que va viure després de la contesa, el 1940 va abandonar el seu antic lema Religión-Patria-Orden-Trabajo i adoptà el de Diario católico. Durant algun temps va pertànyer a la cadena de premsa d'Editorial Católica. Posteriorment passaria a ser propietat de l'empresari Sebastián Auger Duró, integrat en el Grupo Mundo. Acabaria desapareixent el 1980.